# Benedicto de Jesús González Montenegro
Benedicto de Jesús González Montenegro (Mompós, Colombia, 1969) es un político y exguerrillero colombiano de las Fuerzas Armadas Revolucionarias de Colombia - Ejército del Pueblo (FARC-EP).

## Biografía
Fue militante de la JUCO y luego del Partido Comunista Colombiano, se graduó como abogado de la Universidad del Atlántico;  hasta el año 2001 fue el presidente del Sindicato de Servidores Públicos del Distrito de Barranquilla (Sindiba), cuando denunció amenazas contra su vida y falta de garantías de seguridad decide ingresar a las FARC-EP, en el año 2017 con el Tratado de Paz recibe una amnistía y actualmente es congresista en la Cámara de Representantes por el nuevo partido FARC, ocupando provisionalmente la curul de Jesús Santrich, mientras el Consejo de Estado decide sobre una demanda de pérdida de investidura contra este último.